# Телекоммуникации в Молдове

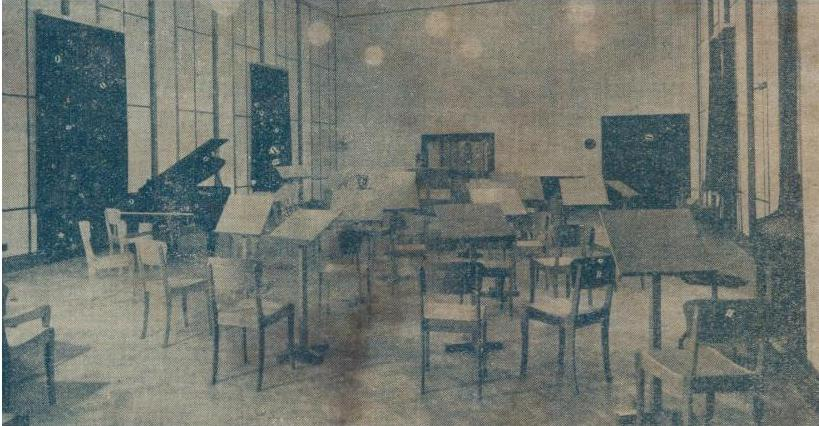
Радио Бессарабия в 1940 году

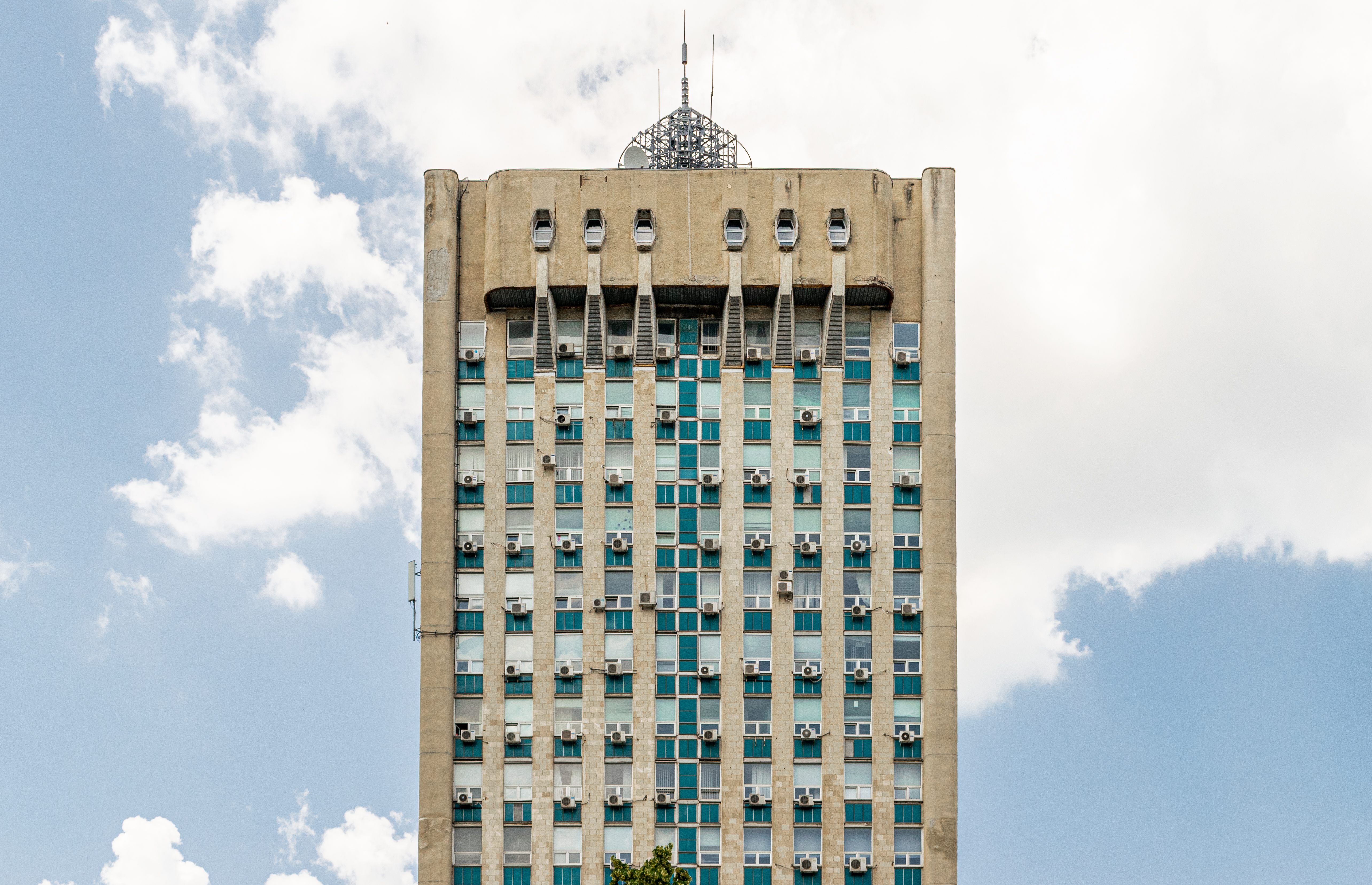
Штаб-квартира национального оператора связи Moldtelecom

Национальным регулятором является Национальное агентство по регулированию в области электронных коммуникаций и информационных технологий (НАРЭКИТ). На территории Молдовы действуют три оператора мобильной связи в стандартах GSM и UMTS — Orange, Moldcell и Unite, а также  — Unité и второй на территории Приднестровья — Интерднестрком. У оператора Eventis ввиду финансовых проблем приостановлено действие лицензии и услуги не предоставляются. Проникновение мобильной связи на 31 декабря 2009 года составляло 78,1 % при количестве абонентов 2 785 000 (без учёта Приднестровья). Кроме того, есть операторы фиксированной связи — Moldtelecom, Arax, StarNet, Calea Ferată din Moldova, Sicres и другие. Moldtelecom обладает долей рынка абонентов фиксированных сетей около 95 %.
Количество пользователей в 2020 году:
- ▼ Orange Moldova — 55.7%
- ▼ Moldcell — 33.1%
- ▲ Unité — 11.2%

Основные Интернет провайдеры — Moldtelecom, EUROTELECOM, Arax, StarNet, SunCommunications и Интерднестрком в Приднестровье.
Оператором государственных защищённых информационных и телекоммуникационных систем является Государственное предприятие Центр специальных телекоммуникаций.